# Большая Ситьма
Большая Ситьма, в верховьях также Сикма — река в России, протекает в Нолинском районе Кировской области. Устье реки находится в 343 км по левому берегу реки Вятки. Длина реки составляет 35 км, площадь водосборного бассейна 214 км². В 6,3 км от устья принимает справа реку Малая Ситьма.
Река берёт начало из ключей к северо-востоку от села Верхоишеть. Генеральное направление течения — юг, протекает деревни Коринчата, Ерёмино, Верхополье, Чистовражье, Хмелевка. Километром ниже последней впадает в Вятку.

## Данные водного реестра
По данным государственного водного реестра России относится к Камскому бассейновому округу, водохозяйственный участок реки — Вятка от города Котельнич до водомерного поста посёлка городского типа Аркуль, речной подбассейн реки — Вятка. Речной бассейн реки — Кама.
По данным геоинформационной системы водохозяйственного районирования территории РФ, подготовленной Федеральным агентством водных ресурсов:
- Код водного объекта в государственном водном реестре — 10010300412111100037686
- Код по гидрологической изученности (ГИ) — 111103768
- Код бассейна — 10.01.03.004
- Номер тома по ГИ — 11
- Выпуск по ГИ — 1